# 韓國—烏克蘭關係
韓國─烏克蘭關係是指大韩民国和乌克兰历史上及现代的双边關係。 烏克蘭在2022年7月宣佈與朝鮮斷交後撤銷對其之承認，使烏克蘭成為第二個承認大韓民國為唯一合法政府的前蘇聯加盟國（另一個為愛沙尼亞）。

## 政治交流
烏克蘭於1991年8月24日隨蘇聯解體而獨立建國，同年12月30日，韩国政府宣布外交上承认乌克兰，兩國遂在1992年2月10日簽訂了建交公報，同年7月31日，韓國駐烏大使館在烏國首都基輔開館，日后亦成为韩国在摩尔多瓦的非常驻大使馆，而烏克蘭方面先是於1995年任命韓國企業家王虎相（왕호상）為烏克蘭駐韓名譽總領事、負責兩國民間外交業務，後又在1997年10月正式設立烏克蘭駐韓大使館，首任大使米哈伊爾·列茲尼克則在当年9月就任。此后两国关系友好发展，高层互访不断。
2022年，俄罗斯入侵乌克兰后，韓國青瓦臺國安室室長徐薰2月24日召開國家安全保障會議緊急情況檢查會議，討論烏克蘭危機及對策，並就俄羅斯違反《聯合國憲章》等國際法，違背國際社會意願進攻烏克蘭深表遺憾。隨後，韓國總統文在寅宣布韓國將參與國際制裁，並表示「大韓民國作為國際社會負責任的一員，將支持和參與國際社會的努力，包括經濟制裁，以遏制武裝侵略並和平解決局勢」。韓國外交部發表聲明稱，俄方的行為違反《聯合國憲章》，韓國政府對此予以強烈譴責。韓國企劃財政部在3月1日宣布，韓國將全面停止與俄羅斯銀行及資本公司的金融交易，停止交易的對象包括俄羅斯最大的俄羅斯聯邦儲蓄銀行（Sberbank）和其他六大銀行（VEB、PSB、VTB、Otkritie、Sovcom、Novikom），共計七家銀行。韩国政府也同时表达了尊重乌克兰的领土主权，不承认頓涅茨克人民共和國和盧甘斯克人民共和國的立场。

### 旅行与签证

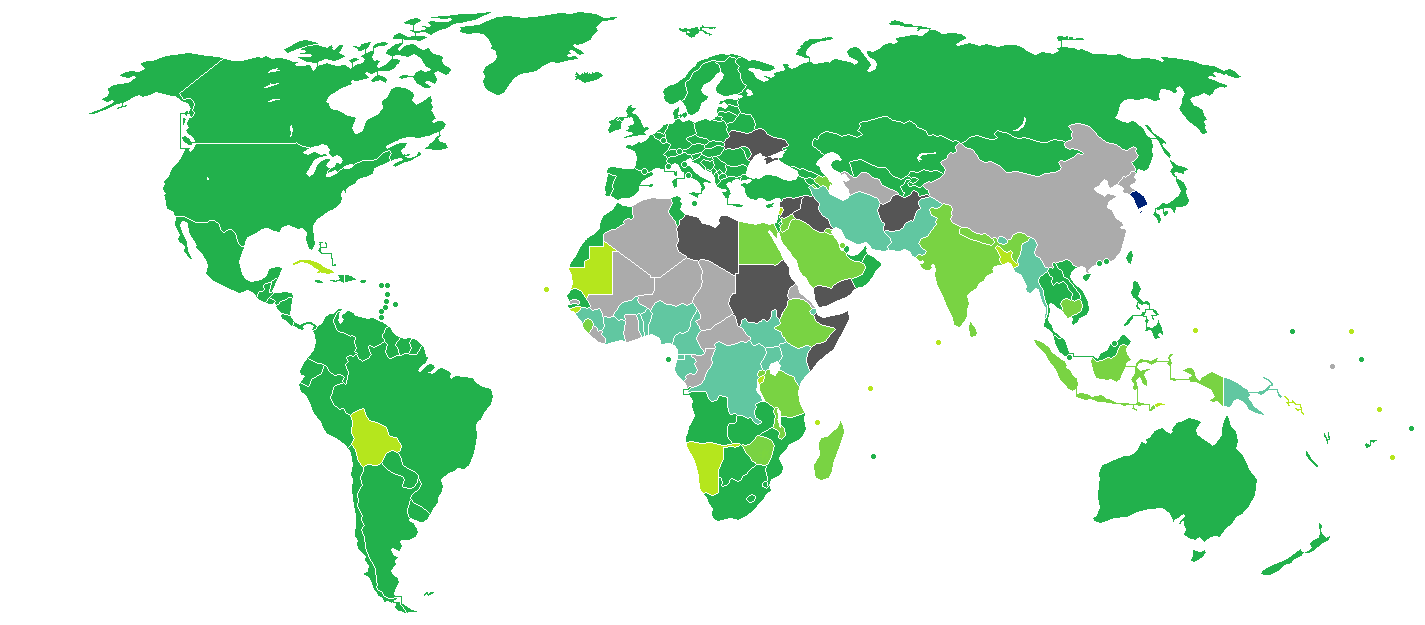
持韓國護照的大韓民國公民簽證要求分布圖：韩国政府禁止公民访问乌克兰。

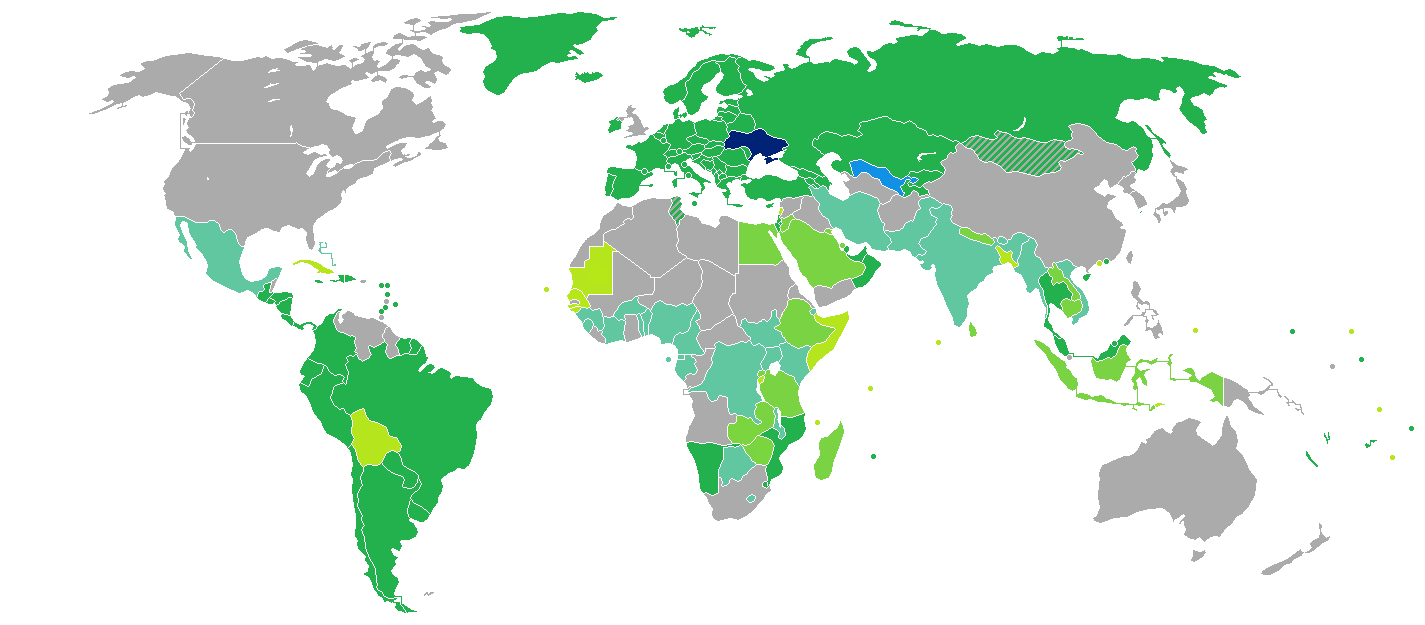
持乌克兰的乌克兰护照之乌克兰公民簽證要求分布圖：入境韓國必须申请簽證。

乌克兰单方面給予持有韓國護照的大韓民國公民可以免签证入境，每180天總計可停留90天。但有鉴于俄乌冲突持续，韩国政府已经禁止公民访问乌克兰。
持乌克兰的乌克兰护照之乌克兰公民则必须申请签证方可入境韩国，如持外交、官員护照，则可以免签证入境韩国，停留最多90天。
在俄罗斯入侵乌克兰后，韩国政府为一些希望赴韩的乌克兰难民提供了入境和居留支持。

## 经济交流

### 双边贸易
据經濟複雜性研究中心统计，2020年，韩國对乌克兰出口总额达到4.79亿美元，主要出口汽车制品、各类机械等工业产品。而乌克兰则向韩国出口了3.82亿美元，主要出口玉米、小麦等粮食作物。

## 人文交流

### 侨民
20世纪30年代末，成千上万苏联境内的朝鲜人被苏联政府以“遏制日本间谍的渗透活动”为由驱逐到中亚，成为了中亚高丽人。蘇聯解體後，部分居住在中亚五国的高麗人移居到经济状况较好的乌克兰。2022年，仍然有49,817名高丽人定居在乌克兰。

### 韩国援助
在俄罗斯入侵乌克兰后，韩国政府多次向乌克兰提供了大量人道主义援助。